# Sakshi Malik
Pour les articles homonymes, voir Malik.
Sakshi Malik est une lutteuse indienne née le 3 septembre 1992 à Rohtak.

## Biographie
Elle a remporté une médaille de bronze en moins de 58 kg aux Jeux olympiques d'été de 2016 à Rio de Janeiro.
Elle révèle en 2023, avec six autres lutteuses, avoir été victime d'abus sexuels de la part président de la Fédération indienne de lutte, Bhushan Sharan Singh, et milite pour l'ouverture d'une enquête. Ce dernier, également député de l'Uttar Pradesh pour le BJP, bénéficie de larges soutiens politiques. Le 28 mai 2023, alors qu'elles tentaient d'approcher le Parlement pour dénoncer l’impunité, les lutteuses sont violemment interpellées par la police, inculpées pour « émeute », « agression », « rassemblement illégal » et « désobéissance », et incarcérées.